# Подземни води
Подземните води е събирателно понятие за водите, съдържащи се в земната кора в почвите, скалите и пукнатините.
Обикновено, за подземна вода се счита вода, която тече през плитки водоносни хоризонти, но в технически смисъл, тя може да съдържа почвена влага, вечна замръзналост, неподвижна вода върху скална основа с много ниска проницаемост и дълбока, геотермална или петролна вода. Съществува хипотеза, че подземните води могат да играят ролята на смазка, която да влияе на движението на разломните линии. Смята се, че подповърхностни води има не само на Земята, а вероятно присъстват и на други планети. Така например образуването на някои форми от релефа на Марс вероятно е било повлияно от повърхностни и подповърхностни води в миналото. Съществуват доказателства за наличието на течна вода под повърхността на спътника на Юпитер Европа.
Подземните води се извличат за нуждите на селското стопанство, общините и Промишлеността чрез построяването и експлоатирането на кладенци. Науката за разпределението и движението на подземните вода се нарича хидрогеология.
Подземната вода често е по-евтина, по-удобна и по-малко уязвима към замърсяване в сравнение с водите на повърхността. Следователно, тя често се използва за обществено водоснабдяване. Въпреки това, замърсените подземни води са по-трудно видими и по-трудни за пречистване от замърсените реки и езера. Замърсяването им най-често се дължи на неправилното изхвърляне на отпадъци на повърхността, като например промишлени и битови химикали, торове и пестициди, отходни води и утайките им.
Различават се следните основни видове подземни води:
- Грунтови води
- Артезиански води
- Карстови води
- Води в почвата
- Минерални води